# Albert Deniau
Albert Georges Deniau, dit Albert Deniau, est un architecte français né dans le 5e arrondissement de Paris le 22 décembre 1850 et décédé à Nice le 31 décembre 1938, à l'âge de 88 ans.

## Biographie
Formé à l'école des Beaux-Arts au début des années 1870 (1870-1873), il exerce initialement à Paris, puis s'installe à Nice dès 1897.
A Nice, ses activités l'amènent à déménager plusieurs fois : boulevard Dubouchage, avenue Notre-Dame, rue Michelet prolongée, rue Michel-Ange, avenue des fleurs. Il exerce, semble-t-il, jusqu'en 1912.

## Réalisations

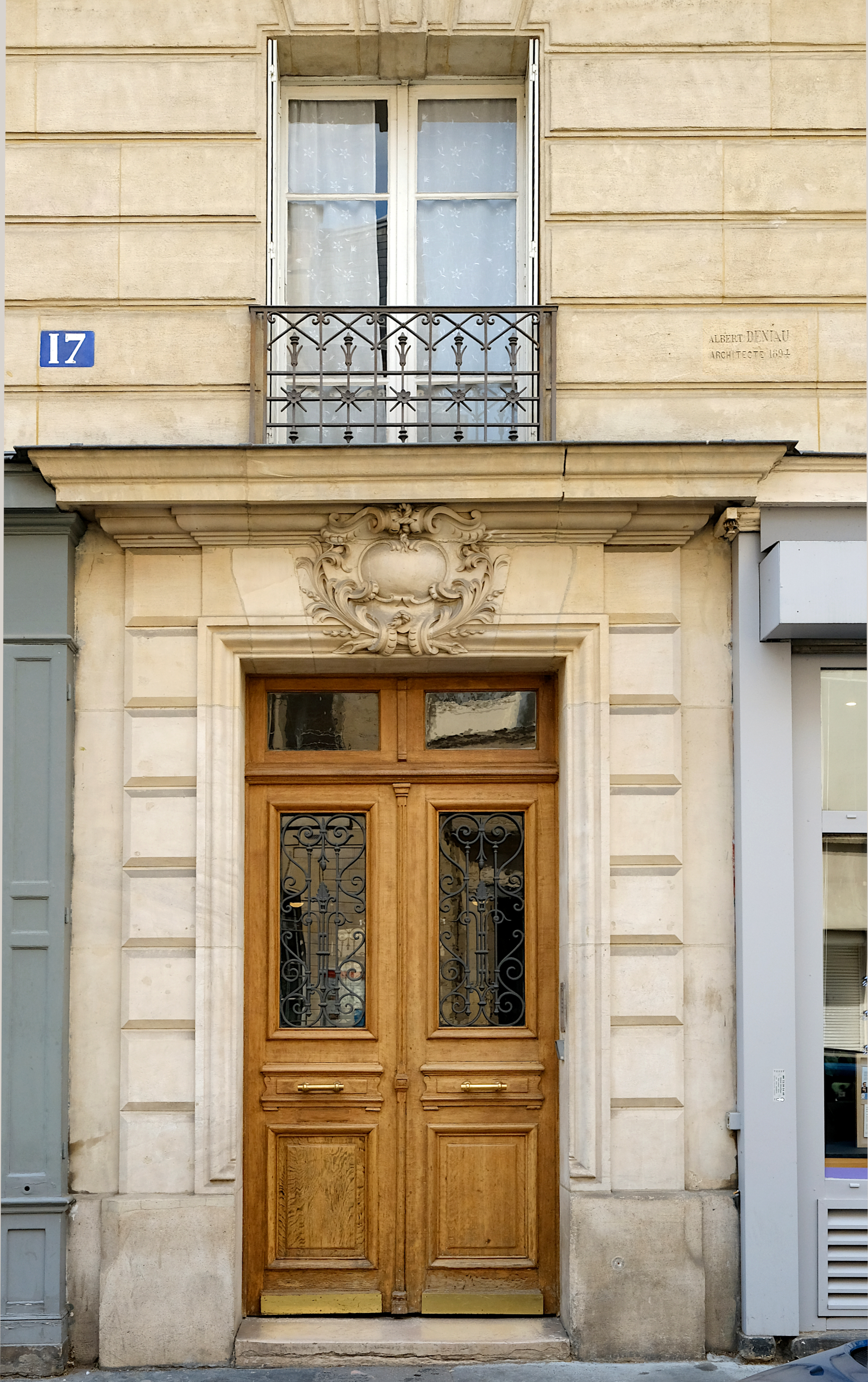
Le numéro 17 de la rue Trousseau (Paris, 12e).

Ses oeuvres sont relativement éclectiques et relèvent de différents styles : Belle-Epoque, éclectisme, Haussmannien et post-haussmannien.
Parmi ses réalisations, on peut citer : 
- 17, rue Trousseau (Paris 12e), 1894 ;
- lotissement du parc de la Cessole (Nice), 1900 ;
- 6, rue Cronstadt (Nice), 1909 où il intervient en tant maître d'ouvrage ;
- la Villa Lenglen (Nice), vers 1910.